# Bạo loạn Richard

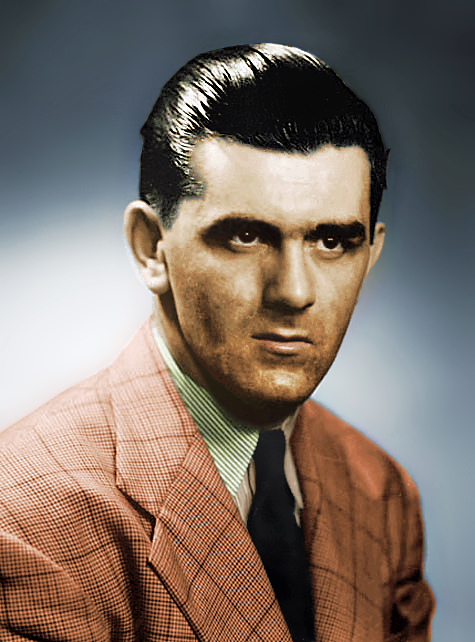
Maurice Richard, người mà cuộc bạo loạn đã được đặt tên.

Bạo loạn Richard là một cuộc bạo loạn xảy ra vào ngày 17 tháng 3 năm 1955 (Ngày Thánh Patrick), tại Montreal, Quebec, Canada. Cuộc bạo loạn được đặt theo tên của Maurice Richard, cầu thủ khúc côn cầu trên băng chơi cho đội tuyển Montreal Canadiens. Sau một cuộc xung đột bạo lực vào ngày 13 tháng 3, trong đó Richard đã đánh một trọng tài biên, Richard đã phải nhận án đình chỉ thi đấu từ chủ tịch NHL Clarence Campbell trong phần còn lại của mùa giải NHL 1954–55, bao gồm cả vòng loại trực tiếp. Cổ động viên Montreal Canadiens phản đối rằng án đình chỉ thi đấu quá nặng; phần lớn người hâm mộ nói tiếng Pháp cho rằng sắc tộc Canada gốc Pháp của Richard là lý do anh bị trừng phạt nặng. Tuy nhiên, án cấm thi đấu lại được coi là hợp lý ngoài tỉnh bang Québec.
Vào ngày 17 tháng 3, Campbell xuất hiện tại Montreal Forum cho trận đấu đầu tiên của Montreal Canadiens sau khi Richard bị đình chỉ thi đấu. Sự hiện diện của Richard đã kích động một cuộc bạo loạn tràn ra đường phố. Vụ bạo loạn đã gây ra thiệt hại về tài sản ước tính 100.000 đô la, 37 người bị thương và 100 người bị bắt giữ. Căng thẳng giảm bớt sau khi Richard đưa ra lời xin lỗi cá nhân, chấp nhận hình phạt của mình và hứa sẽ trở lại vào năm sau để giúp đội giành cúp Stanley. Sự kiện này có thể đã khiến Richard mất đi danh hiệu ghi bàn năm 1954–55, một danh hiệu mà Richard chưa từng đạt được trong cả sự nghiệp chơi khúc côn cầu trên băng.

## Bối cảnh

Maurice Richard được miêu tả là một học sinh ngỗ ngược bị buộc phải viết những dòng chữ "Em sẽ không gọi ngài Campbell là kẻ độc tài nữa." Vì Richard là một biểu tượng cho người Canada gốc Pháp, ảnh hoạt hình này đã minh họa sự rạn nứt xã hội giữa người Canada gốc Anh và Pháp thời kì đó.

Maurice Richard là cầu thủ của đội tuyển khúc côn cầu trên băng Montreal Canadiens, và việc đối thủ khiêu khích anh trong các trận đấu là điều rất dễ thấy. Các đội được cho là đã cử người chơi lên sân để cố tình làm nhục anh bằng cách dùng nhiều lời lẽ phân biệt, kì thị sắc tộc, đánh và giữ chân anh càng lâu càng tốt.Trong suốt sự nghiệp của mình, Richard đã bị phạt và đình chỉ thi đấu nhiều lần vì hành vi trả đũa các cầu thủ và quan chức, bao gồm cả khoản tiền phạt 250 đô la vì tát vào mặt một trọng tài biên, chưa đầy ba tháng trước sự cố ngày 13 tháng 3 năm 1955. Richard được coi là hiện thân của những người Canada gốc Pháp và là một anh hùng trong thời kỳ mà nhiều người hâm mộ anh cảm thấy họ bị coi là công dân hạng hai. Anh ấy được tôn kính khi chiến đấu với "người Anh chết tiệt" trong các trận đấu.Trong cuốn sách của mình, The Rocket: A Cultural History of Maurice Richard, Benoît Melançon so sánh Richard với Jackie Robinson của Major League Baseball bằng cách nói rằng cả hai cầu thủ đều đại diện cho khả năng các nhóm thiểu số của họ thành công ở các giải đấu ở Bắc Mỹ.
Trong những năm 1950, các ngành công nghiệp và tài nguyên thiên nhiên của Québec chủ yếu do người Canada gốc Anh hoặc người Mỹ kiểm soát. Người Québec nói tiếng Pháp là nhóm những người dân được trả lương thấp nhất ở tỉnh bang này. Bởi vì điều này và các yếu tố khác, nên đã ngày càng gia tăng sự bất bình đẳng trong những năm trước khi xảy ra bạo loạn. Vào đầu năm 1954, đồng đội của Richard, Bernie Geoffrion, đã bị đình chỉ thi đấu vì một động thái được coi là chống Pháp ngữ. Sau khi bị đình chỉ, Richard, người có chuyên mục hàng tuần trên tờ báo Samedi-Dimanche, đã coi Campbell là một "nhà độc tài" trên báo in. Ban chủ tịch National Hockey League đã buộc Richard phải rút lại phát ngôn của mình trên báo và ngừng chuyên mục của mình. Sự bất bình đẳng giữa hai dòng máu Canada đã được phản ánh trong một phim hoạt hình xã hội của một tờ báo Montréal (ảnh trên), trong đó miêu tả Richard như một cậu học sinh ngỗ ngược bị bắt viết dòng chữ trên bảng bởi Campbell, thể hiện là giáo viên bắt Richard viết lời thoại; phim hoạt hình mang một ý nghĩa sâu sắc như một ví dụ về hệ thống phân cấp xã hội tồn tại giữa người Canada gốc Anh và Pháp.

## Sự cố
Vào ngày 13 tháng 3 năm 1955 ở Boston, Richard đã tham gia vào một cuộc đối đầu bạo lực trong một trận đấu giữa đội Montreal Canadiens' và Boston Bruins. Hal Laycoe của Bruins, người trước đây đã chơi bên phòng ngự cho đội Montreal Canadiens', đã đánh Richard vào đầu bằng gậy của mình. Richard yêu cầu 5 mũi khâu trên trán do vết thương khá dài. Trọng tài Frank Udvari ra hiệu cho một quả phạt đền bị hoãn nhưng cho phép trận đấu tiếp tục vì đội Canadiens' đã cầm bóng. Khi trận đấu kết thúc, Richard chạy tới chỗ Laycoe, người đã đánh rơi gậy và găng tay của anh ấy để đề phòng một cuộc chiến, Richard nhanh chóng dùng gậy đánh anh ta vào mặt và vai. Các quản lý cố gắng kiềm chế Richard, người liên tục thoát ra khỏi họ để tiếp tục tấn công Laycoe, cuối cùng làm gãy một cây gậy của Laycoe trước khi quản lý Cliff Thompson bắt được Richard Richard lại thả lỏng và đấm vào mặt Thompson hai lần, khiến anh bất tỉnh. Richard sau đó rời sân băng với huấn luyện viên của Canadiens'. Theo nhà văn Vince Lunny của Montreal Herald, khuôn mặt của Richard giống như một "quả cà chua bị đập nát." Richard đã bị phạt cấm chơi một trận đấu và phạt 100 đô la hoàn toàn tự động mà không có báo trước, và Laycoe bị phạt chính trong năm phút với một hành vi sai trái và cộng thêm mười phút vì gây thương tích.
Cảnh sát Boston đã cố gắng bắt Richard trong phòng thay đồ sau khi trận đấu kết thúc, nhưng bị các cầu thủ Canadiens' quay lại chặn cửa, ngăn cản bất kỳ vụ bắt giữ nào. Ban quản lý đội Boston Bruins cuối cùng đã thuyết phục các sĩ quan rời đi với lời hứa rằng ban chủ tịch NHL sẽ xử lý vấn đề. Richard chưa bao giờ bị bắt vì vụ việc này. Thay vào đó, anh đã được các bác sĩ của đội đưa đến bệnh viện sau khi phàn nàn về những cơn đau đầu và đau dạ dày.
Vụ việc với Laycoe đã là lần xung đột bạo lực thứ hai của Richard với một quan chức trong mùa giải đó, sau khi tát vào mặt một người phụ trách dàn xếp ở Toronto vào tháng 12 năm trước, vụ đó anh đã bị phạt 250 đô la. Khi nghe báo cáo của trọng tài, chủ tịch National Hockey League - Clarence Campbell đã ra lệnh cho tất cả các bên có mặt tại phiên điều trần ngày 16 tháng 3 tại văn phòng của ông ở Montréal.

## Xét xử

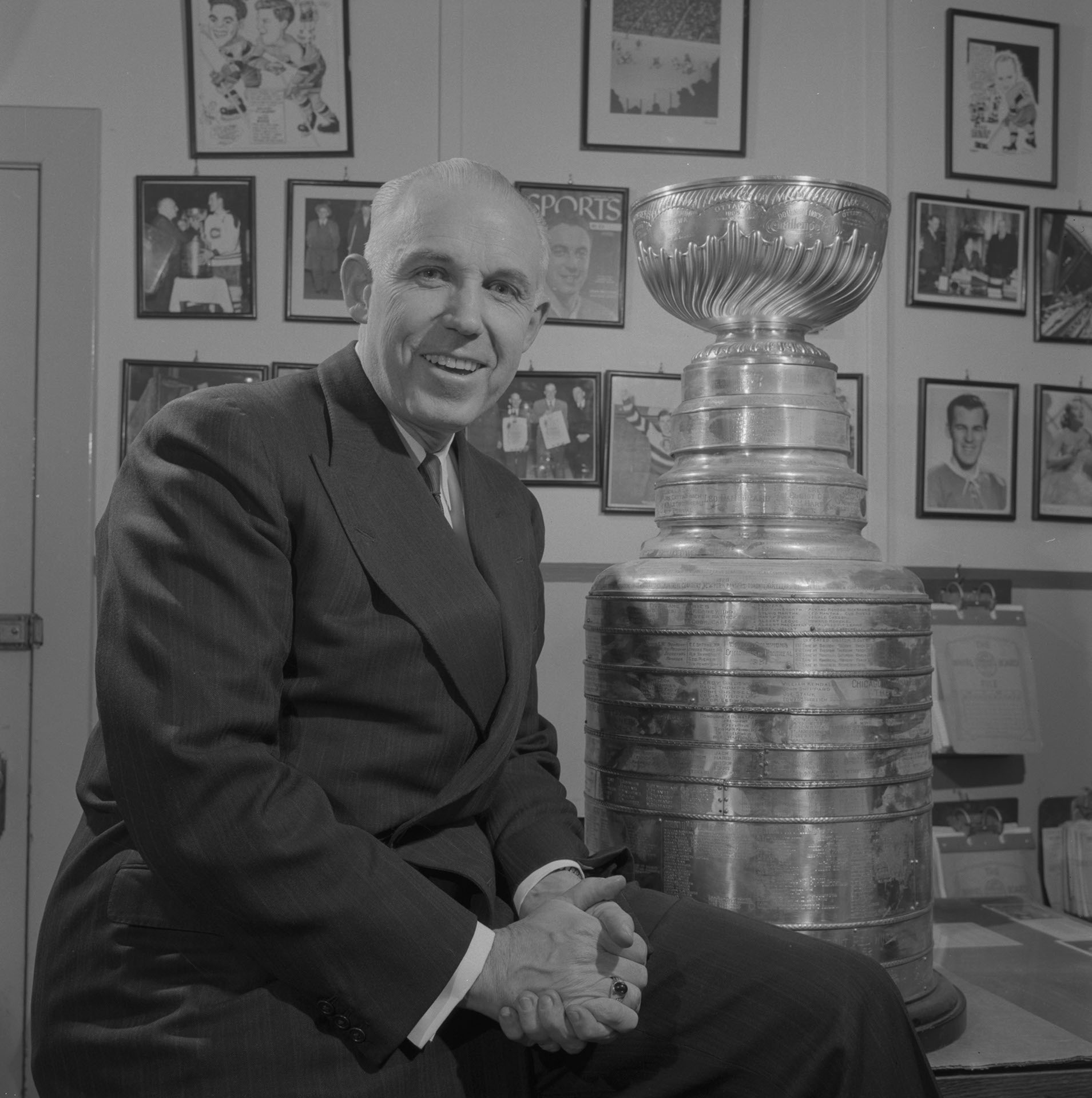
Chủ tịch NHL Clarence Campbell, xuất hiện năm 1957 với Cúp Stanley

Các trọng tài điều khiển trận đấu trên, Richard, Laycoe, trợ lý tổng giám đốc Montreal Ken Reardon, Lynn Patrick, huấn luyện viên Montreal Canadiens, Dick Irvin và tổng trọng tài NHL Carl Voss đã tham dự phiên điều trần ngày 16 tháng 3. Trong lời bào chữa của mình, Richard cho rằng anh đã bị choáng váng và nghĩ rằng Thompson là một trong những cầu thủ của Boston Bruins. Anh không phủ nhận việc đấm hay tấn công Laycoe.

Sau phiên điều trần, Campbell đã đưa ra một tuyên bố dài 1200 từ với báo chí:
... Tôi không ngần ngại đi đến kết luận rằng cuộc tấn công vào Laycoe không chỉ là cố ý mà còn kéo dài khi đối mặt với tất cả các cơ quan có thẩm quyền và cho rằng trọng tài đã hành động với phán quyết thích đáng khi trao một quả phạt đền. Tôi cũng hài lòng rằng Richard đã không tấn công người quản lý Thompson do nhầm lẫn hoặc do vô tình như đã đề xuất... Sự hỗ trợ cũng có thể nhận được từ một sự cố xảy ra cách đây chưa đầy ba tháng, trong đó khuôn mẫu ứng xử của Richard gần như giống hệt nhau, bao gồm việc anh ta thường dùng đến việc cướp gậy đối thủ để truy đuổi đối thủ của mình, cũng như làm mất uy tín của các quan chức và tấn công các quan chức. Trong lần trước đó, anh ta may mắn là các đồng đội và các quan chức đã hiệu quả hơn trong việc ngăn chặn anh ta gây thương tích cho bất kỳ ai và hình phạt do đó đã khoan hồng hơn. Vào thời điểm anh ta được cảnh báo chắc chắn sẽ không có sự việc nào xảy ra nữa... Thời gian thử thách hoặc khoan hồng đã qua. Cho dù loại hành vi này là sản phẩm của tính khí bất ổn hay cố ý bất chấp chính quyền trong trò chơi không quan trọng. Đó là một kiểu ứng xử không thể được chấp nhận bởi bất kỳ cầu thủ nào — kể cả có là ngôi sao hay không. Richard sẽ bị cấm thi đấu trong tất cả các trận đấu cả trong mùa giải chính và vòng playoff cho đến hết mùa giải này.
Lệnh đình chỉ — lâu nhất mà Campbell từng đưa ra trong nhiệm kỳ 31 năm làm chủ tịch giải — được nhiều người ở Montréal cho là không công bằng và nghiêm trọng quá mức. Trong vòng vài phút sau khi phán quyết được đưa ra, trụ sở chính của NHL (khi đó ở Montreal) đã bị tấn công bởi hàng trăm cuộc gọi từ những người hâm mộ đang phẫn nộ, nhiều người trong số họ đã đe dọa giết Campbell.
Tuy nhiên, cảm giác chung của giải đấu là hình phạt có thể nghiêm khắc hơn. Tổng giám đốc của Detroit Red Wings, Jack Adams nói rằng Campbell "không thể làm được gì hơn" và "Tôi nghĩ rằng anh ấy sẽ bị đình chỉ thi đấu cho đến hết năm 1955." Tiền đạo Ted Lindsay của Red Wings, người đã bị kỷ luật trước đó trong mùa giải vì một sự cố ở Toronto, trong đó anh ta tấn công một người hâm mộ Maple Leafs, người đã đe dọa đồng đội Gordie Howe, bày tỏ quan điểm mạnh mẽ hơn rằng Richard may mắn không bị cấm thi đấu. "Trong bóng chày, bóng đá hay bất cứ thứ gì khác, điều đó gần như là không thể biết trước. Tôi nói lẽ ra họ nên đình chỉ thi đấu anh ta suốt đời. " Chủ tịch Bruins, Walter A. Brown, đồng ý với Adams, nói rằng "Đó là điều ít nhất họ có thể làm"; Cầu thủ Fleming Mackell của Boston Bruins nói: "Nếu họ ném cuốn sách vào Richard vào năm 1947 khi anh ta đánh Bill Ezinicki và Vic Lynn, nó có thể đã ngăn anh ta lại và khiến anh ta trở thành một vận động viên khúc côn cầu vĩ đại hơn vì nó."

## Bạo loạn

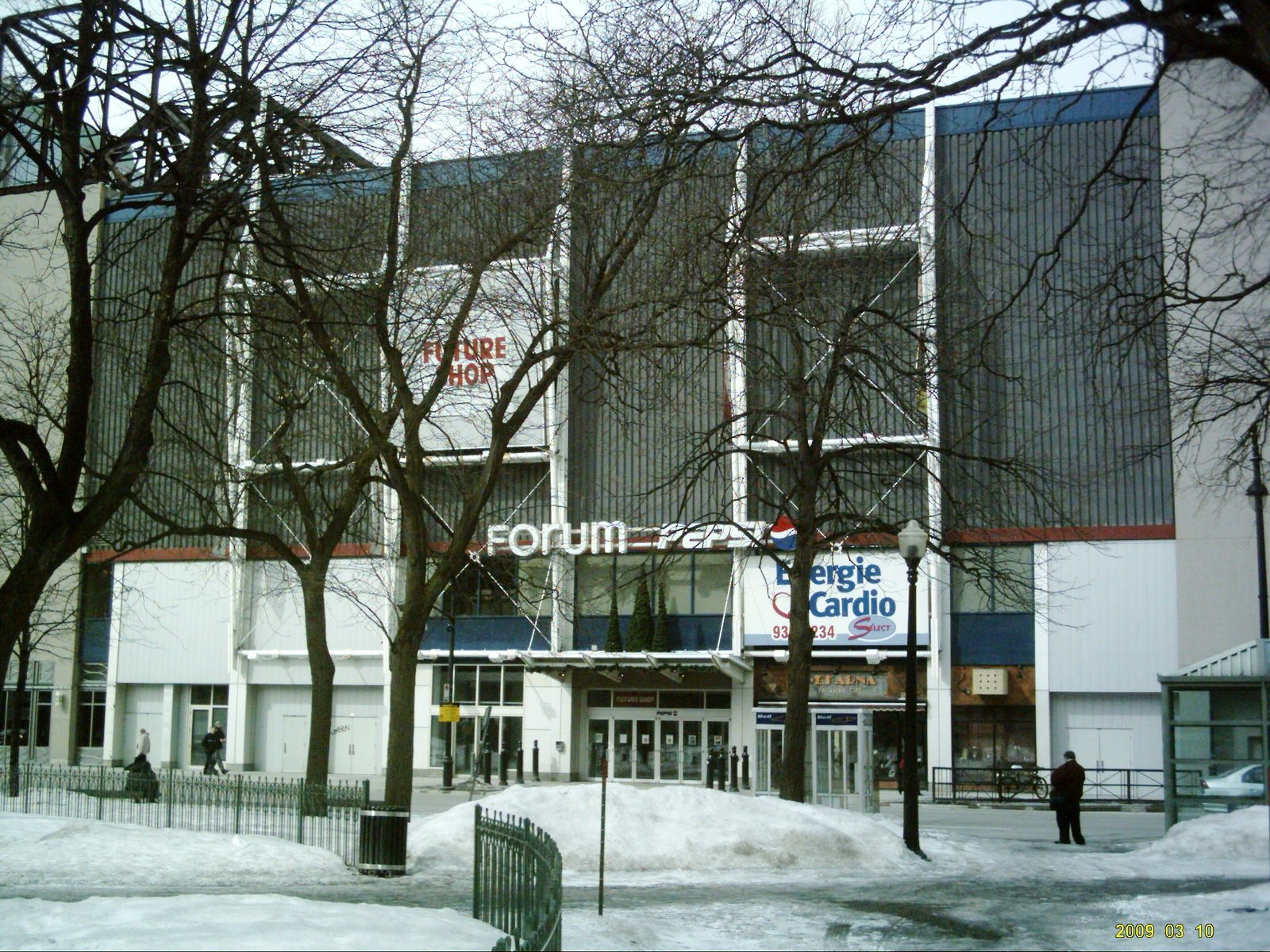
Montreal Forum, nơi diễn ra cuộc bạo loạn, vào năm 2009.

Sự phẫn nộ của công chúng từ Montréal đổ dồn về những gì mà họ cảm thấy là sự trừng phạt quá mức. Nhiều người dân ở Québec, nhất là tại Montréal coi án cấm thi đấu là do đa số người Anh cố gắng khuất phục người Pháp thiểu số và cố gắng làm bẽ mặt những người Canada gốc Pháp bằng cách "trừng phạt quá mức cầu thủ yêu thích của họ". Campbell, người đã nhận được những lời đe dọa về cái chết, tuyên bố rằng ông sẽ không lùi bước và tuyên bố ý định tham dự trận đấu trên sân nhà tiếp theo của Montreal Canadiens tiếp đón Detroit Red Wings vào ngày 17 tháng 3, bất chấp lời khuyên rằng ông không nên làm như vậy. Hàng trăm người biểu tình đã tập trung tại sảnh đợi của Montreal Forum, hai giờ trước khi trận đấu diễn ra. Những nỗ lực "phá cổng" của những cổ động viên không có vé này đã bị cảnh sát từ chối. Sau đó, họ bắt đầu tập trung tại Quảng trường Cabot, đối diện với Montreal Forum. Đám đông biểu tình đã tăng lên 6.000 người. Một số mang bảng hiệu tố cáo Campbell và ủng hộ Richard, hầu hết bằng tiếng Pháp, như: "Vive Richard" (Richard muôn năm), "Không Richard, không có Cúp", hay "Môn thể thao quốc gia của chúng ta đã bị phá hủy". Đám đông, ban đầu được mô tả là "vui nhộn", đã trở nên "khủng khiếp" sau khi cảnh sát can thiệp tại cửa soát vé. Sau khi tâm trạng trở nên tồi tệ, một số thành viên trong đám đông bắt đầu đập vỡ cửa sổ và ném những tảng đá vào những chiếc xe điện đi qua.
Mặc dù trận đấu này có tính chất quan trọng đến việc tranh ngôi đầu bảng khi đó, án phạt đưa ra với Maurice đã khiến cho Canadiens trở nên hỗn loạn. Thủ thành Jacques Plante sau này kể rằng trận đấu gần như trở thành chuyện thứ yếu khi cả cầu thủ lẫn trọng tài "nhìn vào khán đài một cách rất lo ngại". Tương tự, Dick Irvin cũng khẳng định: "Khán giả cũng không quan tâm kể cả nếu hôm đó chúng tôi thua 100–1."
Giữa hiệp 1, khi Canadiens đang bị dẫn trước 2–0, Campbell đến với ba thư ký từ văn phòng của ông (sau này ông đã kết hôn với một trong số họ). 15.000 khán giả ngay lập tức bắt đầu la ó Campbell. Một số người hâm mộ bắt đầu ném vào nhóm của ông bằng trứng, rau và nhiều mảnh vỡ khác nhau trong sáu phút liên tục. Vào cuối hiệp một, Detroit Red Wings đã dẫn trước 4–1. Bất chấp những nỗ lực của cảnh sát để giữ người hâm mộ tránh xa Campbell, một người hâm mộ, giả danh là bạn của Campbell, đã tìm cách trốn tránh an ninh. Khi anh ấy đến gần, người hâm mộ đã đưa tay ra như muốn bắt tay Campbell. Khi Campbell đưa tay ra bắt tay, người hâm mộ đã tát ông. Khi Campbell quay cuồng sau cuộc tấn công, người hâm mộ đã đưa tay ra sau và tung ra một cú đấm. Cảnh sát lôi kẻ tấn công đi trước khi hắn có ý định đá chủ tịch NHL. Ngay sau cuộc tấn công của người hâm mộ, một quả bom hơi cay đã được đặt bên trong sân khúc côn cầu trong nhà, không xa chỗ ngồi của Campbell. Cảnh sát trưởng đội cứu hỏa Montreal, Armand Pare đã yêu cầu trận đấu tạm dừng vì "sự quá khích của người hâm mộ", và cả sân khúc côn cầu trên băng trong nhà đã được sơ tán. Sau cuộc sơ tán, Campbell đã ẩn náu trong phòng khám của sân khúc côn cầu, nơi ông gặp tổng giám đốc của Montreal Canadiens, Frank Selke. Cả hai đã viết một bức thư cho Jack Adams tuyên bố Detroit Red Wings được xử thắng trận đấu do sân Forum ra lệnh đóng cửa.
Đám đông bắt đầu tham gia vào những người biểu tình, và một cuộc bạo động xảy ra sau đó bên ngoài nhà thi đấu. Những người biểu tình đã được nghe thấy tiếng hô vang "À bas Campbell" (Đả đảo Campbell) và "Vive Richard" (Richard muôn năm) trong khi họ đập vỡ cửa sổ, tấn công những người xung quanh, đốt cháy sạp báo và lật xe ô tô. Hơn năm mươi cửa hàng trong bán kính mười lăm khối của Montreal Forum đã bị cướp và phá hoại. Mười hai nhân viên cảnh sát và 25 thường dân bị thương. Cuộc bạo động tiếp tục kéo dài đến tận đêm, cuối cùng kết thúc lúc 3 giờ sáng và nó khiến Phố Saint Catherine của Montreal rơi vào tình trạng hỗn loạn. Cảnh sát ước tính có từ 41 đến 100 người đã bị bắt. Thiệt hại ước tính là $100.000 (tương đương với khoảng $1,114,184 vào năm 2023) cho khu vực lân cận và Montreal Forum. Chỉ riêng một cửa hàng trang sức đã ước tính thiệt hại là 7.000 đô la (tương đương với khoảng $77,993 vào năm 2023).
Adams đã đổ lỗi cho các quan chức Montreal sau trận đấu: "Nếu họ không bênh vực Maurice Richard, xây dựng anh ta như một người hùng cho đến khi anh ta cảm thấy mình lớn hơn bản thân so với môn khúc côn cầu, điều này đã không xảy ra." 

Vụ việc đã được cả Canada đưa tin. Các phóng viên xếp hàng dài để được gặp cả Campbell và Richard vào ngày 18 tháng Ba. Richard đã miễn cưỡng đưa ra một tuyên bố, sợ rằng nó có thể bắt đầu một cuộc bạo động khác, nhưng cuối cùng anh đã đưa ra tuyên bố sau, bằng cả tiếng Pháp và tiếng Anh, qua truyền hình cho khán giả quốc gia:
.....Vì tôi luôn cố gắng rất nhiều để giành chiến thắng và gặp rắc rối ở Boston nên tôi đã bị đình chỉ. Vào thời gian thi đấu playoff, thật khó để có thể tham gia trận đấu với các chàng trai. Tuy nhiên, tôi muốn làm những gì tốt cho người dân Montréal và đội tuyển. Để không còn tổn hại nào xảy ra nữa, tôi muốn kêu gọi mọi người đứng sau đội và giúp các chàng trai giành chiến thắng trước New York Rangers và Detroit Red Wings. Tôi sẽ chấp nhận hình phạt của mình và trở lại vào năm sau để giúp câu lạc bộ và các cầu thủ trẻ giành Cúp.
Campbell không hối hận về quyết định này. Ông nói rằng ông coi đó là nhiệm vụ của mình với tư cách là chủ tịch khi tham dự trận đấu. Một ủy viên hội đồng thành phố Montréal muốn Campbell bị bắt vì đã kích động bạo loạn. Nhiều năm sau, một cầu thủ khác của Canadiens, Jean Béliveau, nói rằng mặc dù anh không đồng ý với quyết định của Campbell để tham dự trận đấu, cũng như cảm thấy Campbell có thể đã sử dụng vẻ ngoài của mình để đưa ra một tuyên bố, anh kết luận rằng Campbell có thể đã cảm thấy điều đó nếu ông không tham dự, ông có thể dường như đang ẩn náu điều gì đó. Anh cũng lưu ý rằng sự vắng mặt của Campbell có thể không tạo ra nhiều khác biệt.

## Sau cuộc bạo loạn
Án cấm thi đấu xảy ra khi Richard đang dẫn đầu NHL về điểm số và Canadiens đang tranh giành vị trí đầu tiên với Detroit Red Wings. Việc Richard bị đình chỉ thi đấu cũng khiến anh mất danh hiệu ghi bàn 1954–55, danh hiệu mà anh suýt nữa đã dành được. Khi đồng đội của Richard, Bernie Geoffrion, vượt qua Richard để ghi một điểm vào ngày cuối cùng của mùa giải, người hâm mộ của Montreal Canadiens đã la ó, phản đối anh.
Số điểm từ trận xử thắng giúp Detroit Red Wings có lợi thế cần thiết để giành vị trí đầu tiên chung cuộc khi Canadiens chỉ còn 2 trận và được đảm bảo lợi thế sân nhà trong suốt vòng Playoffs tranh Cúp Stanley. Mùa giải đó, Montreal Canadiens đã thua Detroit Red Wings với tổng tỉ số 3-4 trong loạt trận chung kết Cúp Stanley năm 1955. Sau trận thua đó, Montreal Canadiens đã giành được 5 Cúp Stanley liên tiếp tiếp theo, một kỷ lục vẫn còn tồn tại. Richard đã giải nghệ vào năm 1960 sau Cúp Stanley thứ năm liên tiếp của Canadiens.

## Di sản
Vụ bạo loạn Richard đã mang một tầm quan trọng lớn hơn một cuộc bạo động thể thao đơn thuần trong nhiều thập kỷ kể từ khi nó xảy ra. Nguyên nhân của cuộc bạo động đã được cho rằng không phải là do mức độ nghiêm trọng của việc đình chỉ; điều quan trọng là một chủ tịch giải người "ăng-lơ" đã treo giò một cầu thủ người Québec. Người Canada gốc Pháp tự nhận mình là người thiệt thòi vốn có ở Canada và Bắc Mỹ nói chung. Richard được những người Canada gốc Pháp coi như một anh hùng. Bạo loạn là một dấu hiệu rõ ràng cho thấy căng thẳng sắc tộc gia tăng ở Quebec. Trong một bài báo được xuất bản 4 ngày sau cuộc bạo động, nhà báo André Laurendeau là người đầu tiên cho rằng bạo loạn là một dấu hiệu của chủ nghĩa dân tộc đang gia tăng ở Quebec. Với tựa đề "On a tué mon frère Richard" ( Anh trai tôi Richard đã bị giết ), Laurendeau cho rằng cuộc bạo động "đã phản bội những gì ẩn sau sự thờ ơ và thụ động lâu nay của người Canada gốc Pháp".

Mặt khác, Benoît Melançon lập luận rằng bạo loạn đã trở thành một phần của "huyền thoại Rocket Richard" và có tầm quan trọng mà khi nhìn lại, nó còn lớn hơn nhiều so với thực tế khi nó xảy ra. Anh khẳng định, "Nếu không có bạo loạn, chưa chắc huyền thoại Maurice Richard đã xuất hiện."  Cuộc bạo loạn kết thúc có ý nghĩa lớn hơn khi thời gian trôi qua, nhưng không phải vì những lý do mà nhiều nhà bình luận phi học thuật tin tưởng. Richard có nguy cơ bị lãng quên trong những năm ngay sau khi nghỉ hưu, vì vậy ông đã đề cao Richard và thời đại non trẻ của anh, một cách thái quá:
Có giày trượt và áo khoác của Maurice Richard, nhưng cũng có gạt tàn thuốc lá Tên Lửa, đài bán dẫn Tên Lửa và Súp cà chua cô đặc Rocket Richard. Hơn nữa, những sản phẩm này đã thay đổi trong suốt lịch sử. "Tác động chính của việc buôn bán ở Richard ... là việc biến Maurice Richard thành một sản phẩm, sau đó thành một nhãn hiệu, và cuối cùng trở thành một câu chuyện thần thoại." 
Ông kết luận rằng: "Bạo loạn đã trở thành sự kiện quan trọng biến Richard từ một vận động viên khúc côn cầu đơn thuần trở thành biểu tượng của sự phản kháng chính trị (ngay cả khi bản thân Richard công khai phi chính trị và, theo cuốn sách này, chắc chắn không phải cho một Québec độc lập)... Theo câu chuyện phổ biến này, lần đầu tiên người dân Québec đứng lên vì chính họ; đặc biệt là người Anh Canada thích thú khi khẳng định rằng đây là sự khởi đầu của cuộc Cách mạng Lặng lẽ những năm 1960."  Có lẽ cách tốt nhất để giải thích cách lý giải cuộc bạo động đã thay đổi như thế nào là nhìn vào sự thay đổi trong nhận thức của công chúng về nhân vật phản diện của nó: "Cần phải bỏ qua một số đặc điểm tính cách của Richard và viết lại một số đoạn trong sự nghiệp của anh ấy" trong trường hợp để nâng anh ấy thành một nhân vật thần thoại.